# Opowieść o prawdziwym człowieku (film)
Opowieść o prawdziwym człowieku (ros. Повесть о настоящем человеке) – radziecki film wojenny z 1948 roku w reżyserii Aleksandra Stolpera na podstawie powieści Borysa Polewoja pod tym samym tytułem.

## Opis fabuły
Marzec 1942 na Froncie Wschodnim. Podczas walk w kotle Diemianskim zostaje zestrzelony radziecki pilot st. lejtn. Mariesjew. Kontuzjowany w obydwie nogi, zaczyna pieszo przedzierać się ku swoim liniom, od których dzieli go kilkadziesiąt kilometrów. Po osiemnastu dniach wyczerpującej wędrówki, kompletnie wycieńczony, zostaje odnaleziony przez dwójkę dzieci. Miejscowa ludność przygarnia go i ukrywa. Dzięki pomocy partyzantów zostaje ewakuowany samolotem na tyły. Jednak w szpitalu okazuje się, że na skutek odmrożeń i postępującej gangreny obydwie nogi trzeba amputować na odcinku goleni. Załamany lotnik zaczyna popadać w apatię – wie, że już nigdy nie będzie latał. Jednak wraz z Mariesjewem na sali leży komisarz pułkowy Worobjow, stary weteran, który młodemu lotnikowi zaczyna opowiadać o pewnym rosyjskim pilocie z czasów I wojny światowej nazwiskiem Karpowicz, który pomimo amputacji stopy, latał i odnosił sukcesy w walce z Niemcami. Komisarz pokazuje mu nawet artykuł o Karpowiczu w jednej z wojskowych gazet. Zainspirowany przykładem Karpowicza oraz pod wpływem śmierci Worobjowa, który umiera wkrótce w szpitalu, Mariesjew postanawia się nie poddawać i za wszelką cenę powrócić do latania. Rozpoczyna mozolne, wielomiesięczne ćwiczenia w celu odzyskania sprawności. Z czasem, dzięki samozaparciu, zaczyna poruszać się na protezach tak jak na własnych nogach, jest w stanie nawet tańczyć. Komisja lekarska, mająca zadecydować o jego dopuszczeniu do latania na myśliwcach, jest zdumiona, ale w końcu taką zgodę wydaje. Mariesjew powraca na front i znów skutecznie walczy z Niemcami, będąc wzorem do naśladowania i przedmiotem podziwu dla współtowarzyszy. 
Historia inspirowana jest autentycznymi wydarzeniami. Rosyjski pilot myśliwski z okresu I wojny światowej, który w filmie (oraz w jego literackim pierwowzorze) występuje pod nazwiskiem Karpowicz i którego postawa w walce z kalectwem jest główną inspiracją Mariesjewa w walce o powrót do latania, to postać autentyczna – Aleksandr Prokofjew-Siewierski. Jego nazwisko nie mogło jednak zostać użyte w filmie, ponieważ po rewolucji Prokofjew-Siewierski, as lotnictwa imperium rosyjskiego i stronnik Kierieńskiego, wyemigrował do USA.

## Role
- Pawieł Kadocznikow – Aleksiej Mariesjew
- Nikołaj Ochłopkow – komisarz pułkowy Worobjow
- Aleksiej Diki – Wasilij Wasiliewicz (lekarz w szpitalu)
- Wasilij Mierkurjew – sierż. Stiepan Iwanowicz
- Tamara Makarowa – Kławdija Michajłowna (pielęgniarka w szpitalu)
- Ludmiła Celikowska – Zinoczka (pielęgniarka w sanatorium)
- Boris Dobronrawow – przewodniczący komisji lekarskiej
- Boris Baboczkin – dowódca pułku
- Lew Swierdlin – mjr Naumow (dowódca jednostki dwupłatowców)
- Czesław Suszkiewicz – Kukuszkin (pacjent szpitala)
- Wiktor Chochoriakow – Diegtiarienko
- Aleksandr Michajłow – lejtn. Pietrow
- Lubow Sokołowa – kołchoźnica Waria (Warwara)
- Władimir Gribkow – pielęgniarz Zujew
- Michaił Głuzski – kpt. Czisłow

## Krytyka
"Charaktery dzieliły się wyraźnie na czarne i białe, przy czym okoliczności wojenne, walka na śmierć i życie z wrogiem, pozwalały tym łatwiej monumentalizować pozytywnych bohaterów, czynić ich postacie nieskazitelnymi pomnikami heroizmu. Trzeba przy tym zwrócić uwagę, że podobny charakter mają także filmy o wojnie realizowane w tym czasie na całym świecie (francuska Bitwa o szyny, polskie Zakazane piosenki, włoski Rzym – miasto otwarte itd.), niezależnie od ich stylu i poziomu artystycznego."